# ГЕС Сан-Франсісквіто 1
ГЕС Сан-Франсісквіто 1 (San Francisquito) — гідроелектростанція на півдні штату Каліфорнія (Сполучені Штати Америки). Знаходячись між малою ГЕС Haiwee (5,6 МВт, вище по каскаду) та ГЕС Сан-Франсісквіто 2 (46 МВт), входить до складу каскаду, котрий використовує перепади висот по трасі акведука, яким до Лос-Анджелесу постачається вода зі сточища озера Моно (лежить у безстічній котловині на схід від гір Сьєрра-Невада).
Захоплена у сточищі Моно вода транспортується на південь за допомогою грандіозного водоводу довжиною майже чотири сотні кілометрів. На своєму шляху він проходить через цілий ряд водосховищ та живить чотирнадцять гідроелектростанцій, найпотужнішою серед яких є саме San Francisquito 1. Після згаданої вище малої ГЕС Haiwee (п'ята в каскаді - якщо не рахувати ще три станції на бічних гілках системи) починається протяжний водовід через пустелю, котрий завершується у водосховищі Fairmont (наразі практично осушене через побоювання за його сейсмічну стійкість). Далі вода прямує по тунелю довжиною понад 10 км під водороздільною грядою Поперечних хребтів та потрапляє в долину річки San Francisquito Creek, правої притоки Санта-Клари (впадає до Тихого океану дещо північніше за Лос-Анджелес). 
Після вирівнювального резервуару напівзаглибленого типу по схилу спускаються три напірні водоводи довжиною понад 0,5 км. На цій ділянці вони сполучаються з водоводом від резервуару Bouquet, створеного на Bouquet Creek (ще одна права притока Санта-Клари). 
У 1917-му станцію ввели в  експлуатацію з трьома гідроагрегатами, до яких за шість років додали четвертий потужністю 12,3 МВт. Наразі перші два гагрегати виведено з експлуатації, зате в 1980-х роках запустили ще дві турбіни потужністю по 25 МВт, завдяки чому загальна потужність станції становить 73 МВт. Гідроагрегати включають турбіни типу Пелтон, які використовують напір у 274 метри.
Можливо відзначити, що у 1920-х роках дещо нижче за станцію San Francisquito 1 звели греблю St. Francis висотою 56 метрів, прорив якої 12 березня 1928-го призвів до проходження по каньйону хвилі висотою більше за півсотні метрів, що призвело до загибелі шестисот осіб.